# Усть-Ваеньга
Усть-Ваеньга — посёлок в Виноградовском районе Архангельской области. Административный центр Усть-Ваеньгского сельского поселения в 2004—2021 годах.

## География
Усть-Ваеньга расположена в среднем течении реки Северная Двина, на её правом берегу, при впадении реки Ваеньги. Северная часть называется Красный посёлок. Ещё севернее, где находится запань, расположен посёлок Сплавной. А ещё севернее, у речки Малая Шеньга, находится деревня Красная горка (нежил.), где фермерствовал архангельский мужик Николай Семёнович Сивков. В устье Ваеньги расположено плотбище. В трёх километрах от Усть-Ваеньги находится деревня Высокуша. От Архангельска до остановочного пункта Усть-Ваеньга — 287,6 км.

## История
В 1785 году Усть-Ваеньга входила в состав Устьваеньгской волости, затем — в состав Усть-Важской волости.
Обнаруженные А. Е. Беличенко и А. Г. Едовиным так называемые «курганные могильники» датируются методом радиоуглеродного анализа XVIII—XIX веками и, возможно, являются местами для складирования золы от смолокуренных печей.
Устьваеньгский механизированный лесопункт был создан в тридцатых годах XX века. В нём была построена лежневая дорога, по которой при помощи лесовозов из лесных делянок вывозили лес. В дальнейшем там была построена ледяная дорога, и туда начали поступать первые тракторы. Лесопункт был ликвидирован в 1943 году, когда в районе был ликвидирован Березлаг. Всех заключенных перевезли в республику Коми. А всю технику и всех рабочих перевезли в посёлок Воронцы, который был построен заключёнными.

## Население
| 1989 | 2002  | 2009  | 2010 | 2012 |
| ---- | ----- | ----- | ---- | ---- |
| 1500 | ↘1333 | ↘1232 | ↘964 | ↘936 |

Усть-Ваеньга — четвёртый по численности населённый пункт Виноградовского района после Березника (5624, Рочегды (2009) и Сельменьги (964).
В 2009 году в посёлке было 1232 человека, из них 541 пенсионер. В 1888 году в 5 деревнях Усть-Ваеньгского прихода проживало 632 души обоего пола.

## Образование
В 1946 году Усть-Ваеньге открылась школа ФЗО.

## Культура
В 1929 году в нескольких номерах областной газеты «Правда Севера» Аркадий Гайдар (Голиков) в очерке «Новый путь» рассказал о первой коммуне в Березниковском районе.

## Экономика
Лесозаготовка

## Транспорт
Из посёлка начинается автодорога Усть-Ваеньга — Конецгорье — Рочегда — Кургомень — Сельменьга — Борок. На левый берег Северной Двины ходит паром, зимой намывается ледовая переправа. До 2005 года, в местном леспромхозе существовала Усть-Ваеньгская лесовозная узкоколейная железная дорога.

## Этимология
Название Усть-Ваеньга получила от географического местоположения, так как находится в устье реки Ваеньга. А название реки, возможно, происходит от чудского «-еньга» — река и саамского «ву-ойнгга» — волшебный.

## Топографические карты
- Топографическая карта P-38-39,40. (Лист Усть-Ваеньга)]
- Топографическая карта P-38-39,40. (Лист Березник)]
- Усть-Ваеньга на Wikimapia
- Усть-Ваеньга. Публичная кадастровая карта. Архивировано из оригинала 5 марта 2016 года.